# Dagmar Belakowitsch
Dagmar Belakowitsch (ur. 24 sierpnia 1968 w Wiedniu) – austriacka polityk, lekarka i działaczka samorządowa, posłanka do Rady Narodowej.

## Życiorys
Z zawodu lekarka, ukończyła medycynę, studiując na Uniwersytecie Wiedeńskim oraz na Karl-Franzens-Universität Graz. Zaangażowała się w działalność polityczną w ramach Wolnościowej Partii Austrii. W latach 1994–2005 była radną wiedeńskiej dzielnicy Landstraße, a następnie do 2006 radną dzielnicy Ottakring.
W wyborach w 2006 po raz pierwszy została wybrana do Rady Narodowej, reelekcję do niższej izby austriackiego parlamentu uzyskiwała następnie w 2008, 2013, 2017, 2019 i 2024. W 2008 powołana na wiceprzewodniczącą klubu poselskiego FPÖ.
W 2017 odznaczona Wielką Srebrną Odznaką Honorową za Zasługi dla Republiki Austrii.